# 克勞蒂婭·阿布雷烏
克勞蒂婭·阿布雷烏·豐塞卡（葡萄牙語：Cláudia Abreu Fonseca，1970年10月12日—），巴西女演員，她嫁給了巴西電影製片人何塞·恩里克·豐塞卡。她曾獲得巴西电影大奖以及巴西電視新聞獎的提名。

## 外部連結
- 克勞蒂婭·阿布雷烏 （页面存档备份，存于）於網路電影資料庫